# 한그루 (축구 선수)
한그루(1988년 4월 29일 ~ )는 대한민국의 전 축구 선수로 현역 시절 포지션은 공격수였다.

## 어린 시절
1988년 4월 29일 경상남도 남해군에서 태어나 창원 덕산초등학교 5학년 때부터 축구를 시작한 뒤 이후 성남 풍생중학교, 성남 풍생고등학교를 졸업했다.

## 클럽 경력

### 성남 FC
2008 K리그 드래프트에서 유스 지명으로 성남 FC에 지명된 후 단국대학교에 진학했고 단국대학교 재학 시절 장신 공격수로서 헤딩력과 발재간 또한 뛰어나다는 평가를 받았다.
그 후 대전 시티즌과의 2011년 K리그 27라운드 원정 경기에서 3년만에 프로 데뷔전을 치렀고 이후 1군에서는 4경기 출전에 그쳤지만 리저브팀에서는 2011년 R리그 9골로 득점 랭킹 2위에 오르며 A조 리그 우승에 공헌하는 등 가능성이 있는 유망주라는 기대를 한몸에 받았다.

### 대전 시티즌
2012 시즌을 앞두고 이적료 5억원에 대전 하나 시티즌 유니폼으로 갈아입은 뒤 디펜딩 챔피언 전북 현대 모터스와의 2012년 K리그 홈 개막전에서 대전 입단 후 첫 경기를 치렀으나 이후 케빈 오리스, 남궁도와의 주전 경쟁에서 밀려 벤치만 달궜고 설상가상으로 부산 아이파크와의 19라운드 경기에서는 자책골까지 기록하며 1-3 패배의 빌미를 제공했다.
그리고 2013 시즌에서도 전력 외 선수로 밀려난 것은 물론 출전한 경기에서마저도 그다지 좋은 활약을 보이지 못한 채 결국 2014 시즌을 앞두고 대전에서 방출당하면서 구단 역사상 최악의 선수라는 오명을 떠안았다.

## 근황
대전 시티즌에서 방출된 후 공익 근무를 위해 구 K3리그의 천안 FC로 이적 후 1시즌동안 활동하다가 이후 스킬스코리아라는 회사에 취직하면서 축구를 그만둔 것으로 알려졌다.
그러나 2018년 당시 K6리그 서울 소속팀이자 아마추어 축구팀인 서울 벽산 플레이어스에 입단하여 2022년 5월까지 4년간 활약하며 2018년 K6리그 서울 A권역 우승, 2019년 K5리그 서울 우승, 2019년 서울시의회 의장기 축구 대회 우승, 2020년 K5리그 서울과 2021년 K5리그 서울 준우승을 이끌었다.